# Vesnické kostely chlumeckého panství
Vesnické kostely chlumeckého panství jsou sérií barokních kostelů stejné stavební dispozice vzniklých na chlumeckém panství nákladem Václava Norberta Oktaviána Kinského v letech 1703-20. Jedná se o ucelený soubor "typizovaných" vesnických kostelů, ke kterému neexistuje na území Česka mnoho analogií.

## Architektura
Vesnické kostely chlumeckého panství byly vždy novostavbami zcela nahrazujícími, nebo podstatně měnícími starší církevní stavby. Kostel vždy tvoří plochostropá obdélníková loď se dvěma okny v podélných stěnách. Dominantní je vždy západní průčelí, v němž je umístěn jednoduchý portál a nad ním okno. Toto průčelí je členěno pilastry a vrcholí nápadným štítem, jehož základnu zdůrazňují pískovcové obelisky nebo koule. Presbytář kostela je většinou čtvercový a obvykle sklenutý křížovou klenbou, v západní části lodi zpravidla bývá jednoduchá kruchta. Kostely zásadně nemají věž, jsou doplněny (většinou dřevěnou) zvonicí. Architektonický koncept v podstatě představuje na mimimum redukované schéma kostela Il Gesù (důraz na monumentální štítové západní průčelí jakožto symbolickou bránu do příbytku Páně, u budovy z praktického hlediska chybí věž v západním průčelí, nebo - jako v případě vesnických kostelů chlumeckého panství - chybí zcela). Interiéry všech kostelů jsou spíše prosté. Autor jednotlivých staveb není znám. 

## Kostely
Do skupiny vesnických kostelů chlumeckého panství zbudovaných za Václava Norberta Oktaviána Kinského v letech 1703-20 patřily:
- Kostel svatého Jiljí v Újezdě u Přelouče z roku 1703 - radikální přestavba staršího kostela, dochoval se v barokní podobě
- Kostel svaté Maří Magdaleny v Nepolisech z roku 1707 - náhrada původního dřevěného kostela barokní verzí, ta byla ale v roce 1896 nahrazena stavbou novorománskou, která je zde dosud
- Kostela svatého Filipa a Jakuba v Mlékosrbech z roku 1709 - náhrada původního kostela barokní verzí, ta ale byla v 19. století zcela přestavěna v novorománském stylu, včetně doplnění věže
- Kostel svatého Bartoloměje v Lovčicích z roku 1714 - zajímavostí je zděná zvonice též z roku 1714, kostel se dochoval v barokní podobě
- Kostel svatého Benedikta v Lučicích z roku 1718 - barokní kostel nahradil původní dřevěný, zděný barokní kostel se dochoval v původní podobě
- Kostel svatého Jiří ve Vápně z roku 1720 - jednalo se o úpravu a rozšíření původního gotického kostelíka, donátorem stavby byl na rozdíl od ostatních již František Ferdinand Kinský (syn Václana Norberta Oktaviána), kostel se dochoval v barokní podobě

Ještě před zbudováním této série kostelů, v éře Jana Oktaviána Kinského a Františka Oldřicha Kinského, byly na chlumeckém panství vybudovány:
- Kostel Narození Panny Marie v Choťovicích v roce 1670 - původně barokní kostel, typově již odpovídající ostatním kostelům chlumeckého panství, byl v roce 1860 výrazně neogoticky přebudován, včetně doplnění věže
- Kostel svatého Havla v Rasochách v roce 1680 - zcela stylově odpovídá pozdějším vesnickým kostelům chlumeckého panství, dochoval se v barokní podobě
- Kostel svatého Václava ve Staré Vodě v roce 1680 - barokní úpravy starší stavby, dochoval se v barokní podobě
- Kostel svatého Jiří v Lužci nad Cidlinou v roce 1680 - barokní úpravy starší stavby, kostel byl po požáru roku 1866 podstatně přebudován v empírovém stylu, včetně přístavby věže, barokní rysy věže a přesbytáře ale přetrvaly

Šest kostelů se až do dnešních dnů (2020) dochovalo v původní barokní podobě. Dřevěné zvonice jsou dochovány o kostelů v Újezdě, Lučicích a Vápně, v Lovčicích je zvonice zděná.
Do skupiny chlumeckých vesnických kostelů lze typově zařadit i kostel Narození Panny Marie v Běrunicích z roku 1718, ten se ale nacházel na panství dymokurském.

## Zajímavost
Když roku 1716 Kinští koupili Kratonohy, dostal se na chlumecké panství barokně přestavěný kostel svatého Jakuba Staršího, který se stylově zcela vymyká prostému vesnickému baroku na zbytku panství. Kratonohy vlastnil v letech 1701-16 Jan Adam Michna z Vacínova, který nechal pro svoji španělskou manželku kratonožský kostel dekorovat přímo španělskými umělci. Kazatelna má tvar velrybí tlamy a mše se slouží před jeskyní obývanou plameňáky a dalšími ptáky.

## Mapa kostelů
původní barokní podoba

 přestavba

 zajímavost

## Galerie kostelů dochovaných v původní barokní podobě

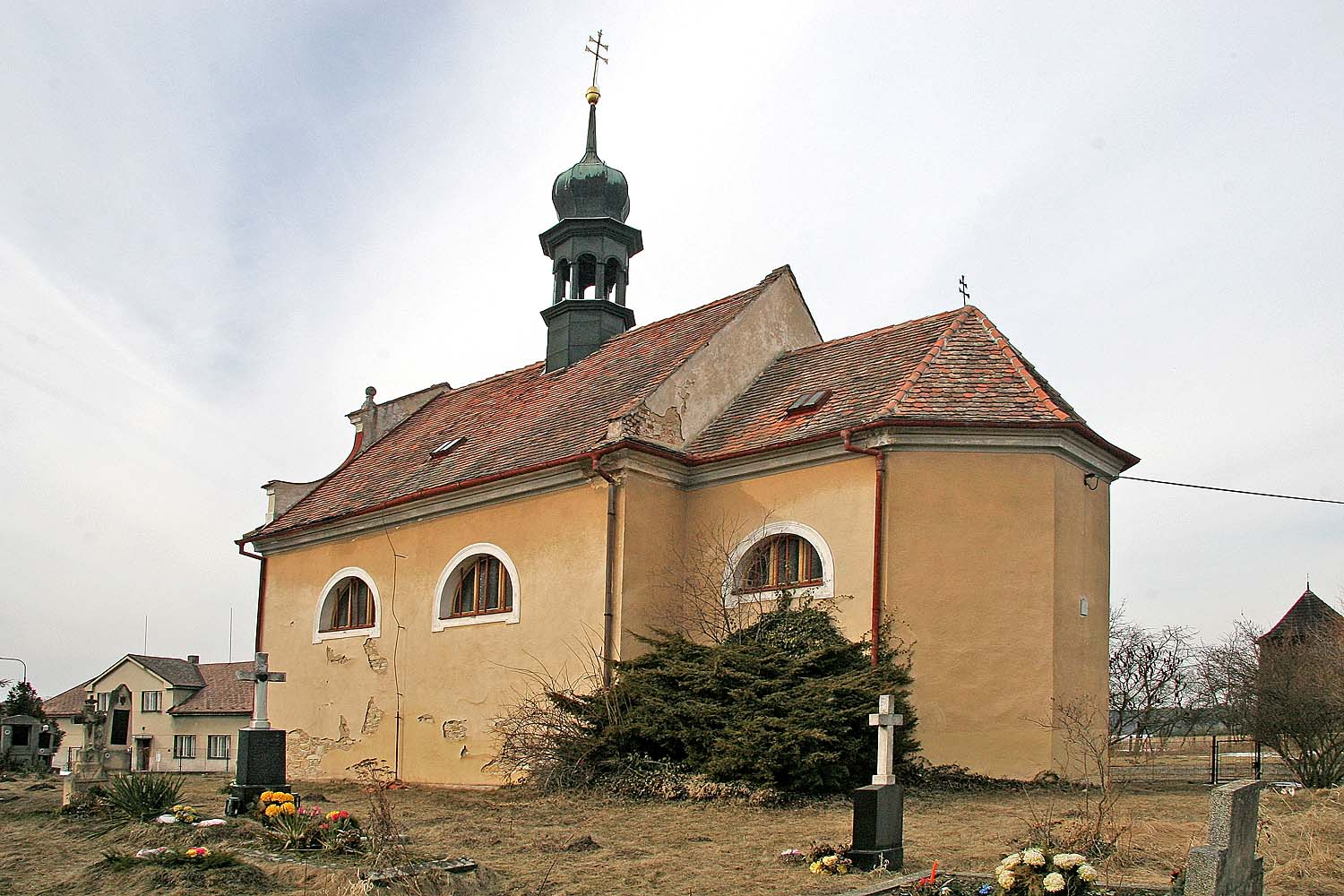
Kostel sv. Jiljí, Újezd u Přelouče
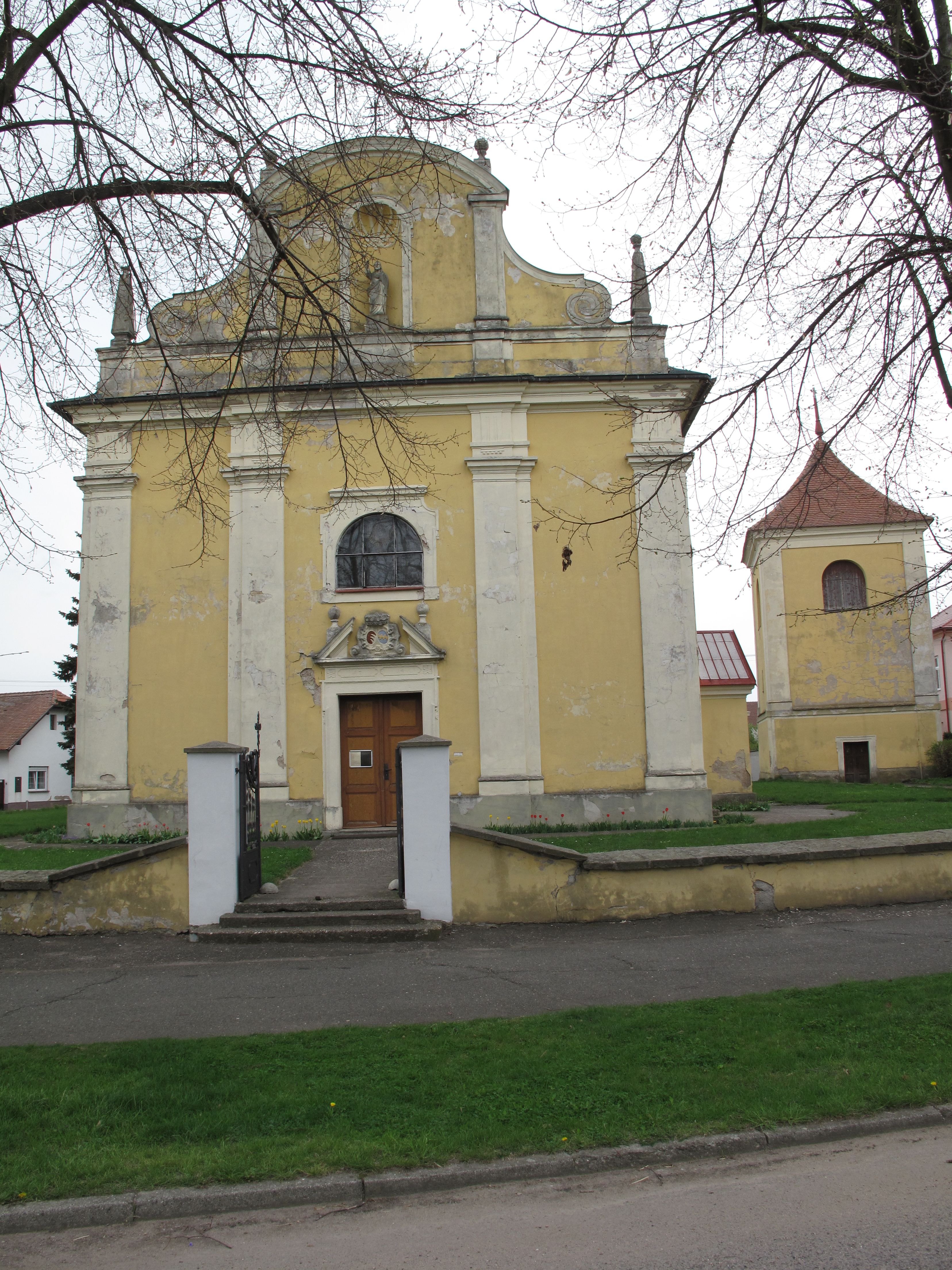
Kostel sv. Bartoloměje, Lovčice (vpravo zděná zvonice)
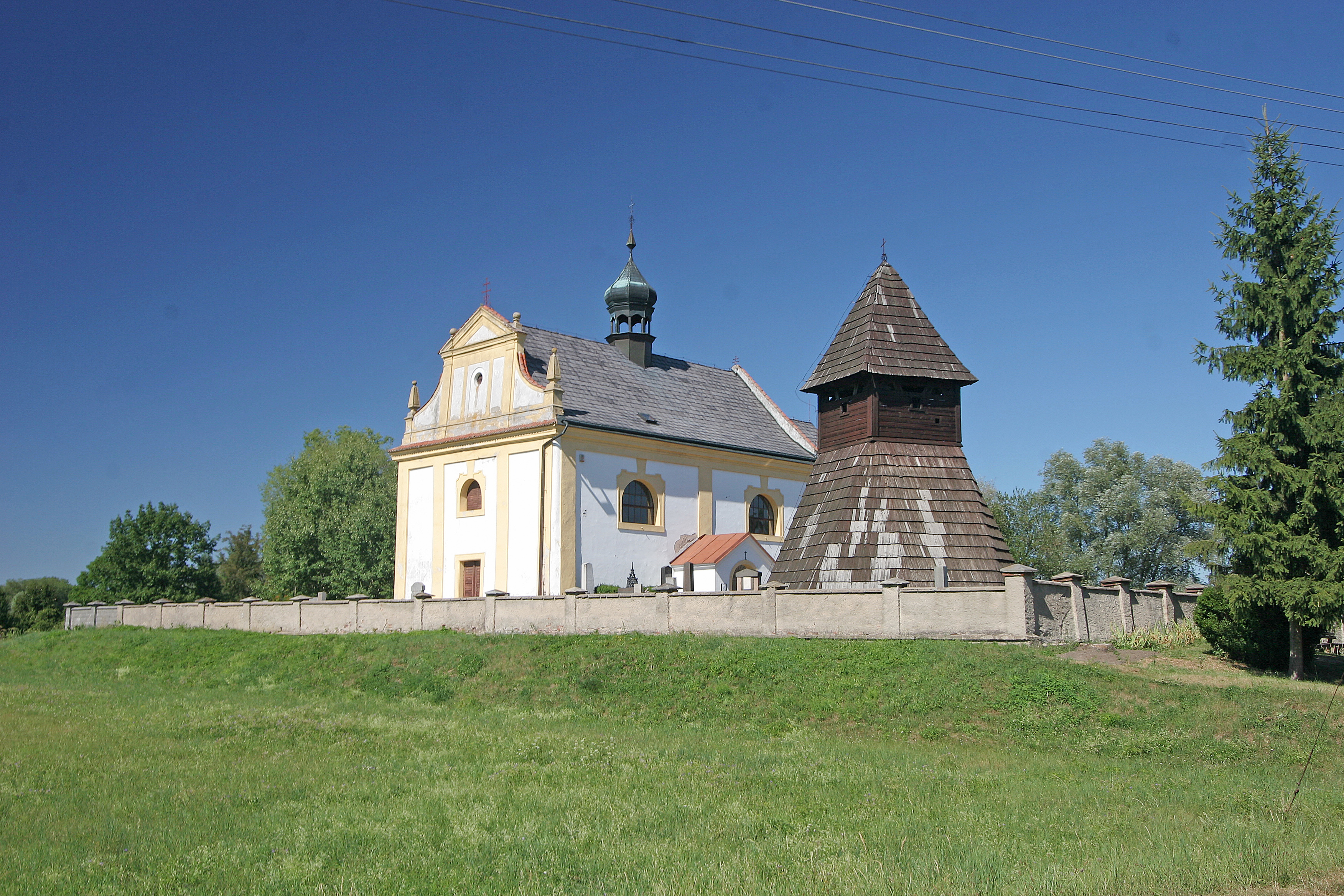
Kostel sv. Benedikta, Lučice (s dřevěnou zvonicí)
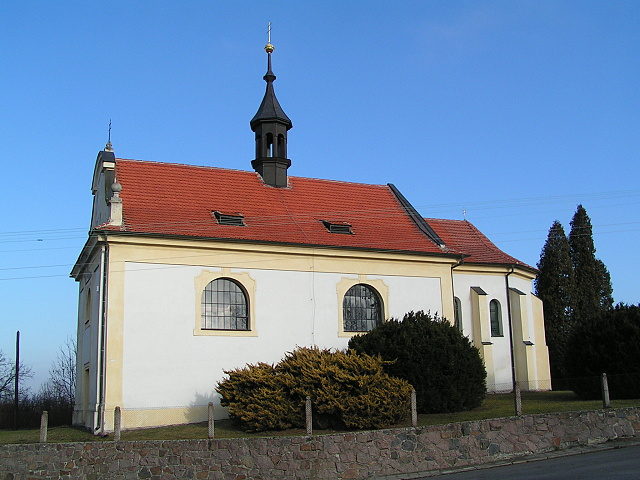
Kostel sv. Jiří, Vápno
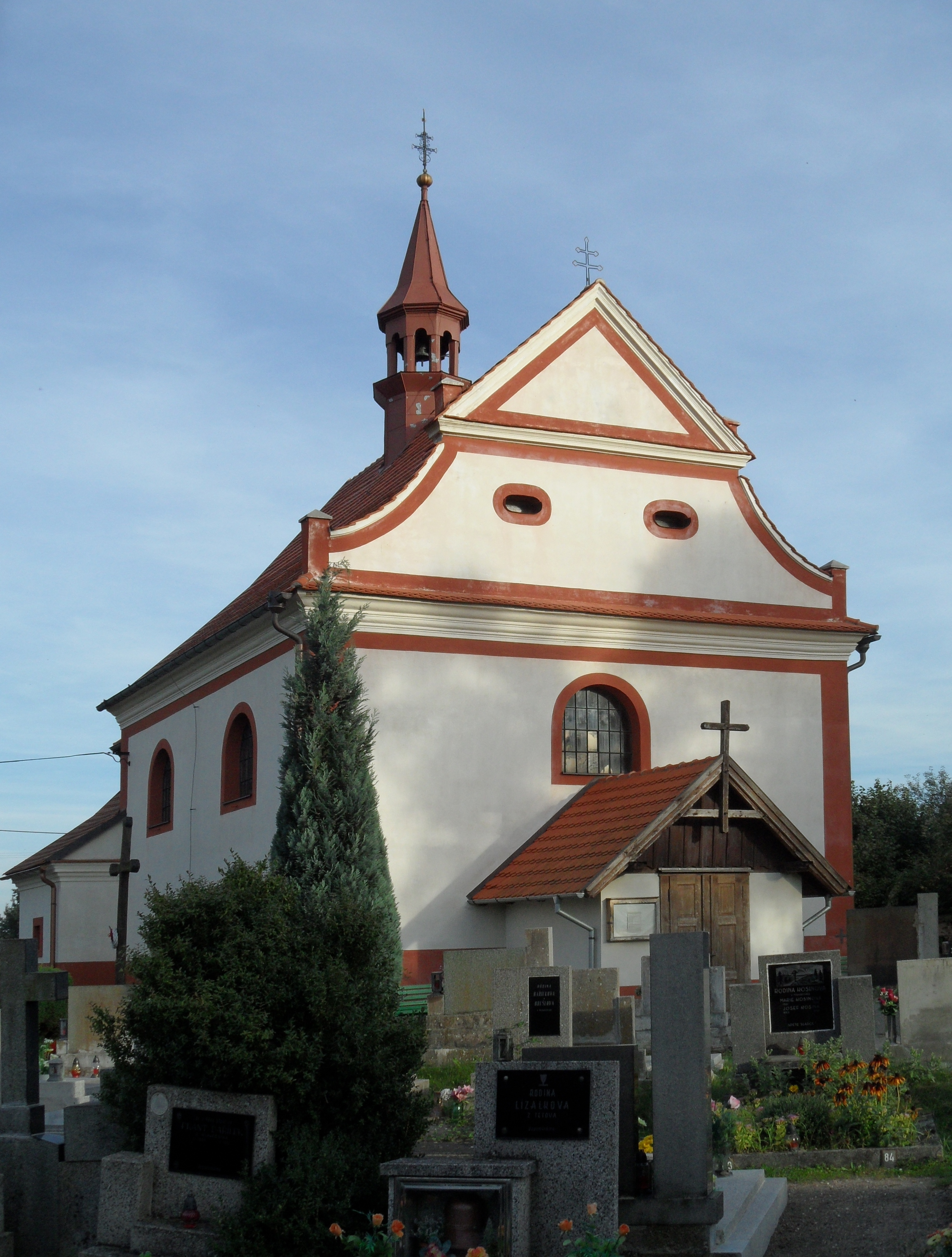
Kostel sv. Havla, Rasochy
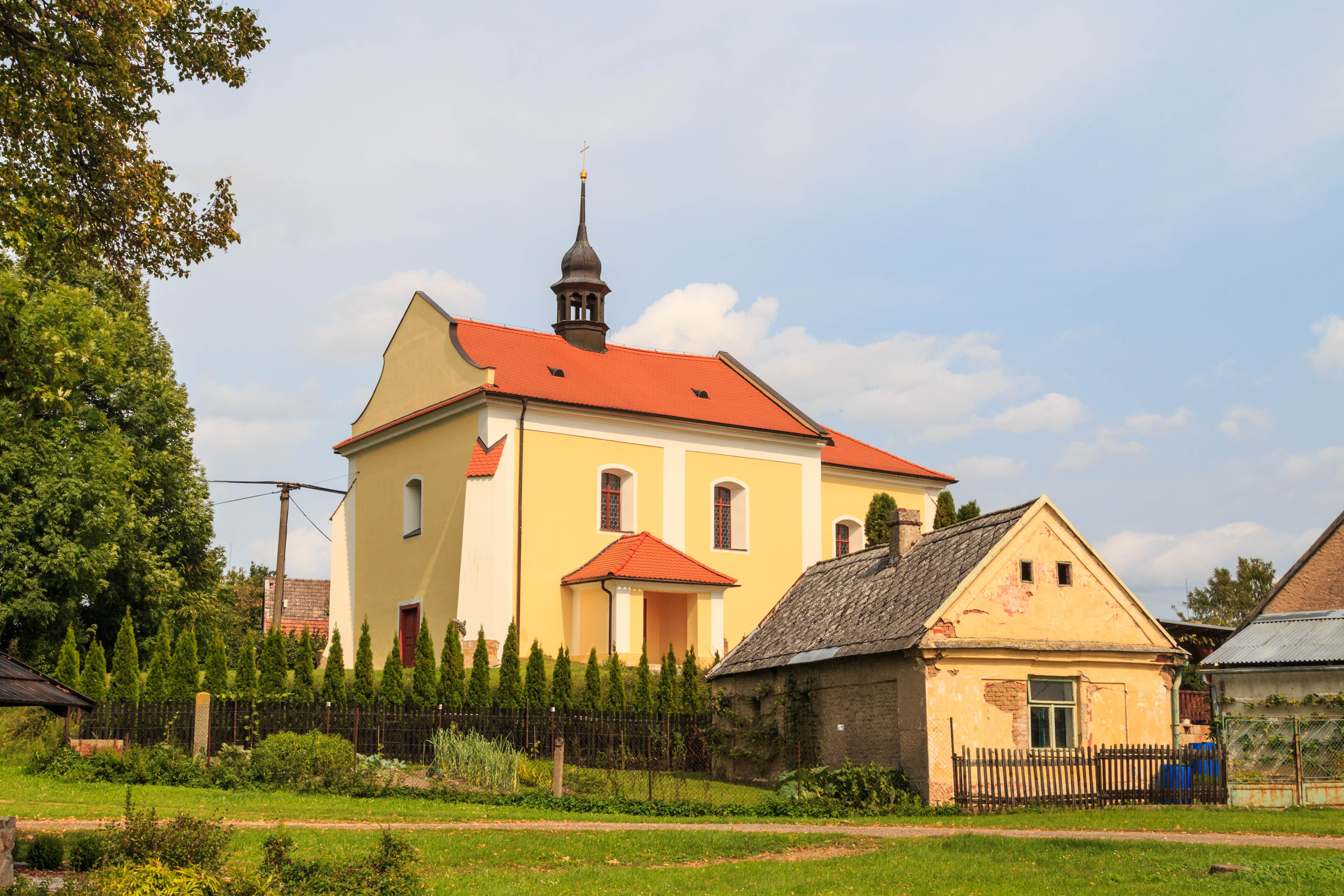
Kostel sv. Václava, Stará Voda

## Galerie přebudovaných kostelů

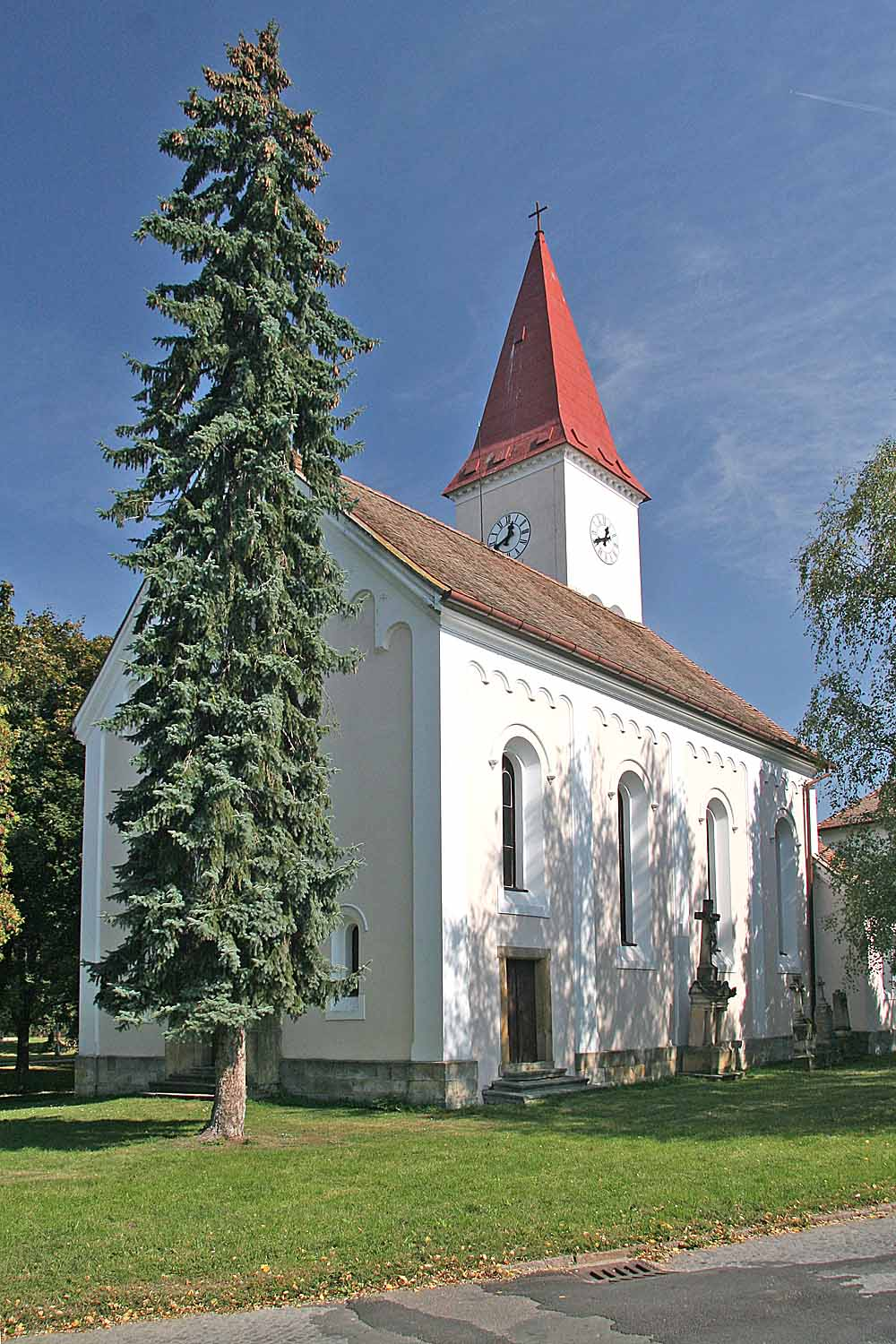
Kostel sv. Maří Magdaleny, Nepolisy
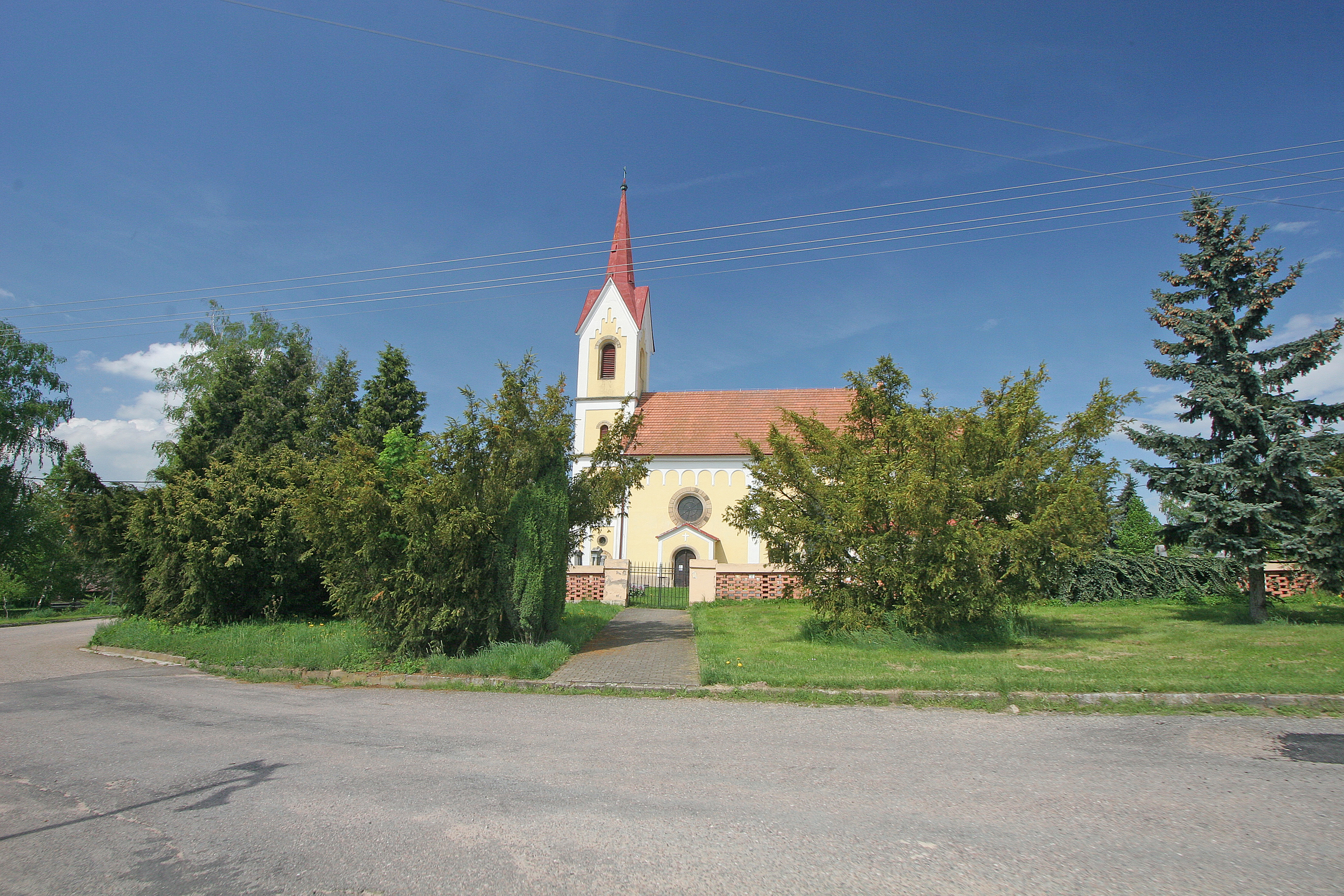
Kostel sv. Filipa a Jakuba, Mlékosrby
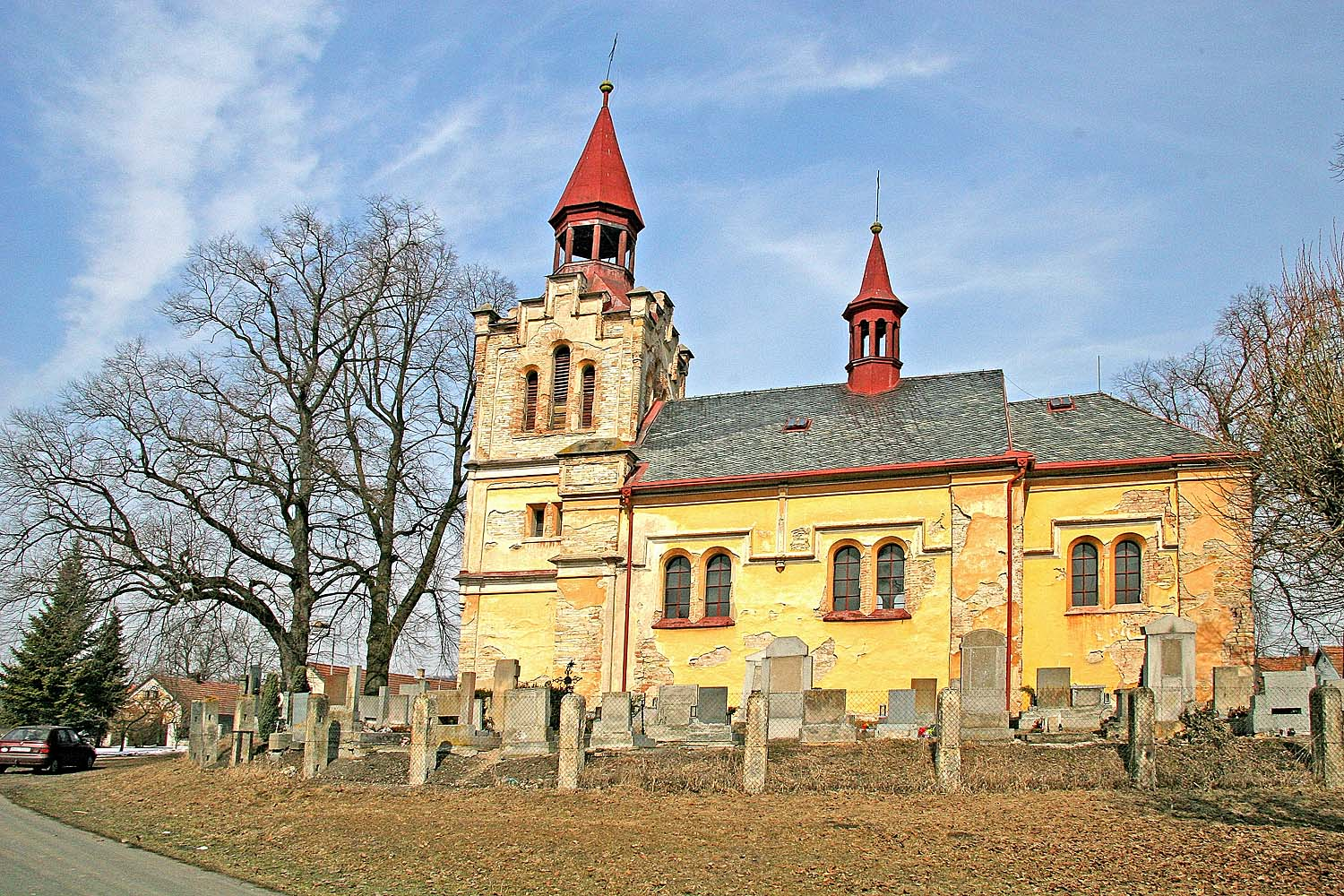
Kostel Narození Panny Marie, Choťovice
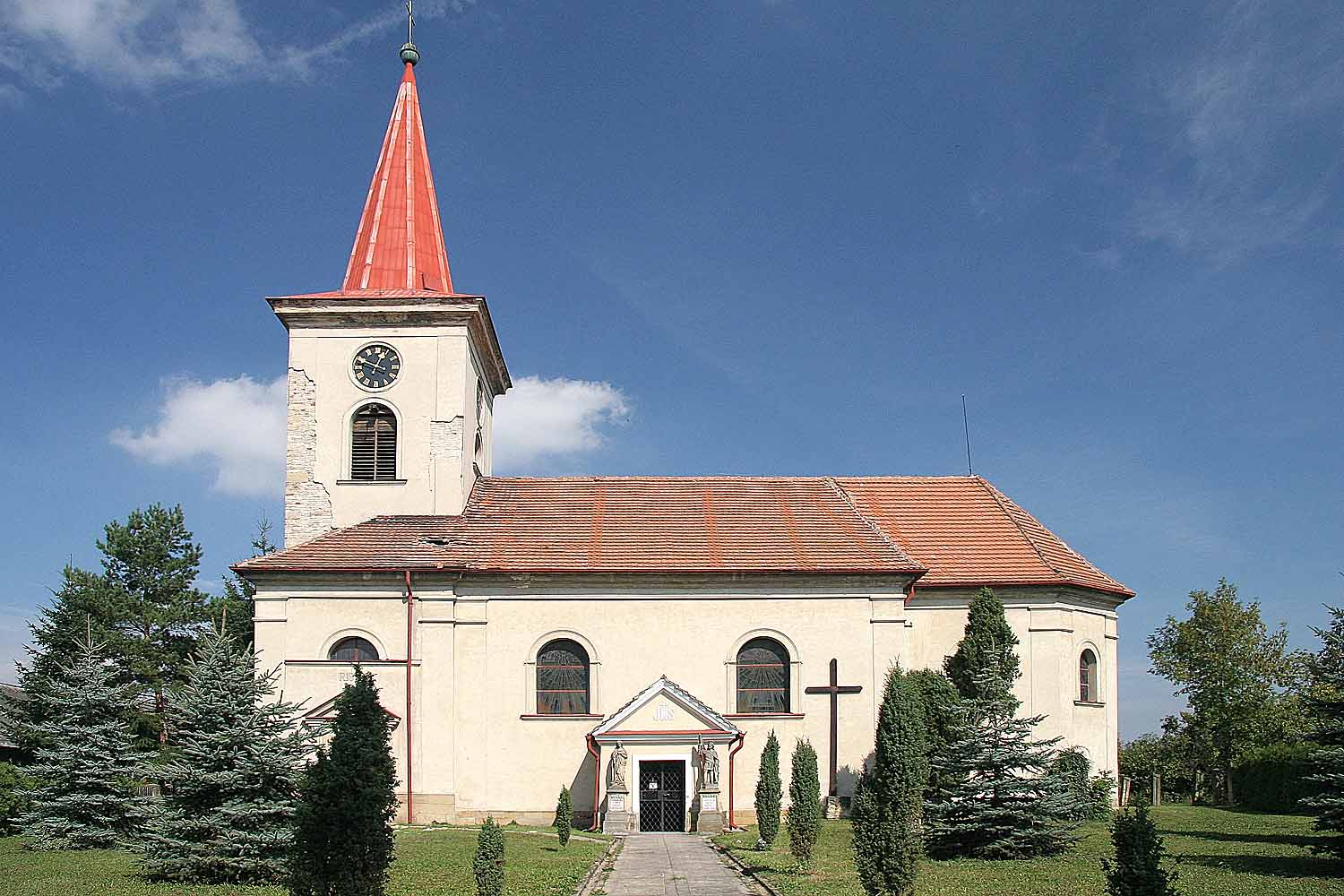
Kostel sv. Jiří, Lužec nad Cidlinou